# Hurricane Heights
Hurricane Heights är en kulle i Antarktis. Den ligger i Östantarktis. Nya Zeeland gör anspråk på området. Toppen på Hurricane Heights är 2 233 meter över havet, eller 233 meter över den omgivande terrängen. Bredden vid basen är 10,4 km.
Terrängen runt Hurricane Heights är kuperad åt sydväst, men åt nordost är den bergig. Trakten är glest befolkad. Närmaste befolkade plats är Odell Glacier Station, 18,8 kilometer nordväst om Hurricane Heights. 